# Djin (album)
Albums de Queen Adreena
Ride a Cock Horse
(2007)
Djin  est le quatrième album studio de Queen Adreena sorti le 8 octobre 2008 sur le label Imperial Records (Japon). Une sortie européenne est programmée prochainement.

## Liste des morceaux
1. "Year (Of You)" – 3:48
2. "Angel" – 3:54
3. "Killer (Tits)" – 3:44
4. "Night Curse" – 5:02
5. "Lick" – 3:18
6. "Crow" – 3:09
7. "You (Don't Love Me)" – 8:02
8. "Ruby" – 5:09
9. "Happy Now" – 4:47
10. "Life (Support)" – 6:04
11. "Heaven (No More) (Don't Look Down)" – 5:25
12. "Come Down [Bonus Track]" – 2:51

## Videos
1. "In Red"
2. "Cold Fish"
3. "Medicine Jar"
4. "Pretty Like Drugs"
5. "Pretty Polly"
6. "Birdnest Hair"

## Composition du groupe
- Katie Jane Garside - chant
- Crispin Gray - guitare
- Nomi Leonard - guitare basse
- Pete Howard - batterie